# Classe Neustrašimyj (fregata)
La classe Neustrašimyj (Неустрашимый - Impavido) doveva essere l'evoluzione delle fregate russe verso dimensioni simili a quelle delle marine occidentali, in effetti delle unità di squadra in tutto e per tutto, a differenza delle classi precedenti. Per ragioni di bilancio, solo tre unità furono messe in cantiere, ed una sola a tutto il 2007 consegnata (la capoclasse), assegnata alla Flotta del Baltico, anche se la seconda dovrebbe, secondo Jane's Fighting Ship, essere consegnata "a breve".

## Impieghi
Nel settembre 2008, la Neustrashimy è stata inviata in Somalia per combattere la pirateria, dopo che un cargo ucraino, la MV Faina, è stato sequestrato con a bordo un ingente quantitativo di armi e munizioni destinato ufficialmente al Kenya. Secondo il portavoce della marina russa, capitano Igor Dygalo la nave sarebbe partita da Baltijsk "un giorno prima che il cargo venisse sequestrato, per cooperare con alcuni paesi non precisati contro la pirateria".
In effetti, il 21 ottobre 2008 la nave ha passato il canale di Suez diretta verso la Somalia.

## Unità
| Nome                  | Cantiere             | Impostazione | Varo        | Entrata in servizio | Flotta             | Stato  | Note                                                |
| --------------------- | -------------------- | ------------ | ----------- | ------------------- | ------------------ | ------ | --------------------------------------------------- |
| Neustrašimyj (712)    | Jantar', Kaliningrad | 1986         | maggio 1988 | 24 gennaio 1993     | Flotta del Baltico | Attivo | in riparazione dal 2014, consegna prevista nel 2021 |
| Jaroslav Mudryj (777) | Jantar', Kaliningrad | 1988         | maggio 1991 | 2009                | Flotta del Baltico | Attivo |                                                     |
| Tuman                 | Jantar', Kaliningrad | 1990         | -           | -                   | -                  | -      | costruzione annullata                               |

## Galleria d'immagini

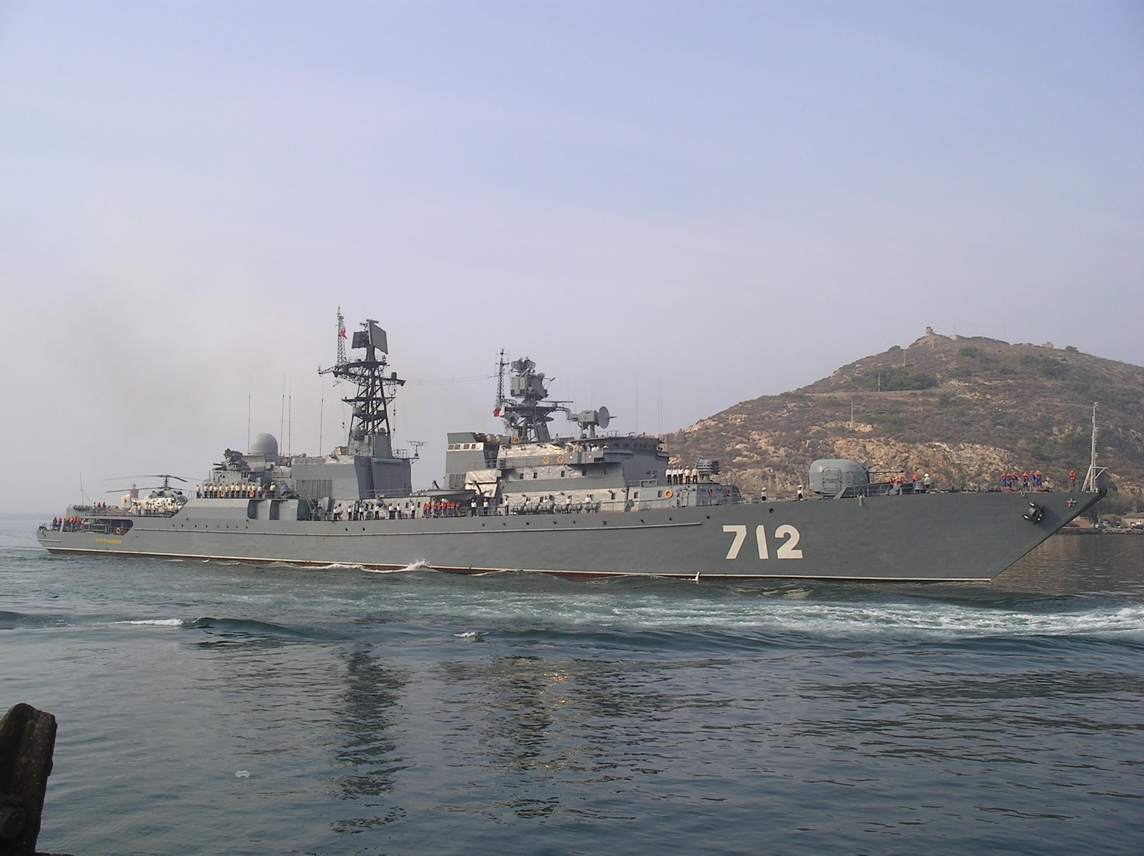
La fregata Neustrašimyj a Cartagena nel 2004
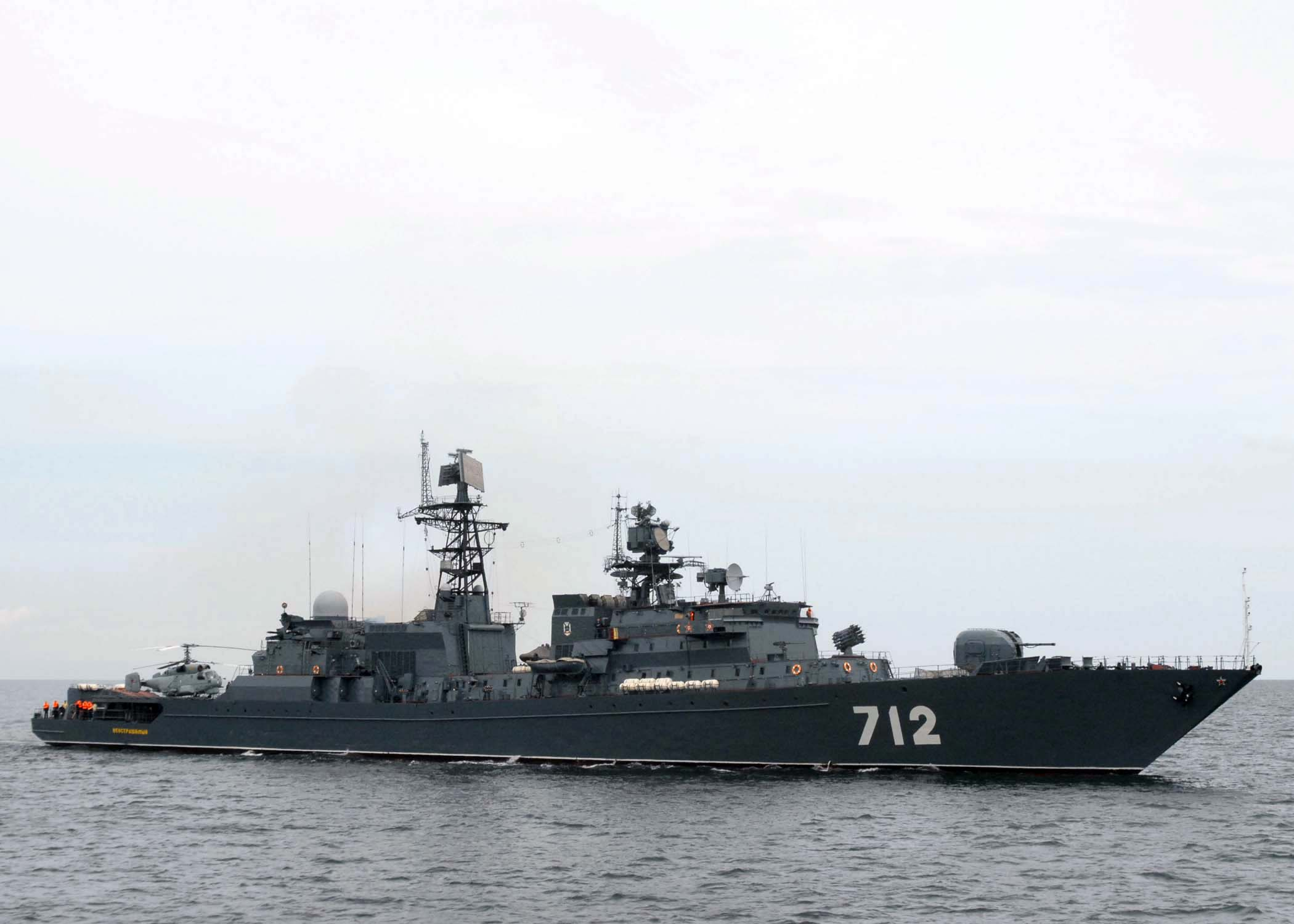
La fregata Neustrašimyj in navigazione
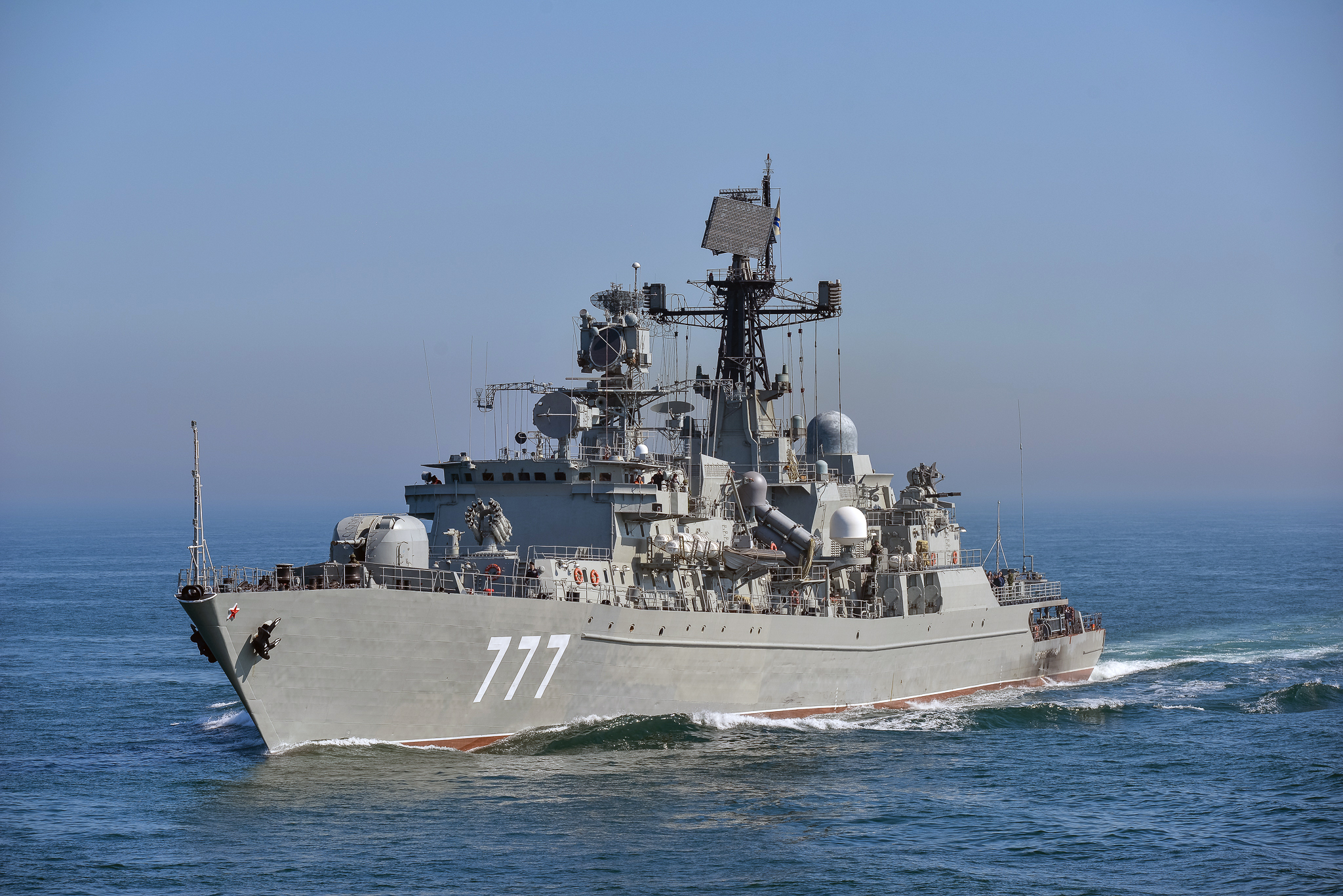
La fregata Jaroslav Mudryj in navigazione nel canale della Manica nel 2018